# 1686 en littérature
| Années de la littérature : 1683 - 1684 - 1685 - 1686 - 1687 - 1688 - 1689    |
| Décennies de la littérature : 1650 - 1660 - 1670 - 1680 - 1690 - 1700 - 1710 |

Cet article présente les faits marquants de l'année 1686 en littérature.

## Événements
- 21 juillet : arrivée de Mme Guyon à Paris. Ses Torrents spirituels circulent en manuscrits[1] (publication partielle en 1704).
- Septembre : après la reprise de Buda sur les turcs, plusieurs centaines de manuscrits et de livres sont découverts dans les décombres du palais royal, et pris pour des restes de la Bibliotheca Corviniana. Julius Pflugk prépare le catalogue imprimé des 320 volumes[2] qui sont transférés de Buda à Vienne ; aucun des ouvrages étudiés par Csaba Csapodi (1984[3]) ne provient de la bibliothèque du roi de Hongrie Mathias Corvin[4].

- Ouverture du café Procope à Paris par le sicilien Francesco Procopio dei Coltelli. Il devient, au XVIIIe siècle, l’un des lieux de discussions entre intellectuels des Lumières[5].

## Parutions
- 1er janvier : Extrait d’une Lettre écrite de Batavia (plus tard connu comme Relation de l’Île de Bornéo), de Fontenelle, est publié dans les Nouvelles de la république des lettres[6].
- 8 mars : achevé d’imprimer de l'essai sur l'astronomie de Fontenelle, Entretiens sur la pluralité des mondes, Paris, Vve C. Blageart, 1686 (présentation en ligne).
- 30 septembre : autorisation de publier le recueil posthume d'Anne Killigrew, Poems, London, Samuel Lowndes, 1686 (présentation en ligne).
- 10 décembre : achevé d’imprimer de l’essai de Fontenelle, Histoire des oracles, Paris, Chez G. de Luynes, 1686 (présentation en ligne).

- Pierre Bayle, Commentaire philosophique sur ces paroles de Jésus-Christ : Contrain-les d'entrer, Cantorbery, Thomas Litwel, 1686 (présentation en ligne), souvent appelé De la tolérance.
- Ihara Saikaku  好色一代女 Kōshoku Ichidai Onna (« Vie d'une amie de la volupté »), roman de mœurs[7].

## Décès
- 31 janvier : Jean Mairet, auteur dramatique français (né en 1604).